# Ferrari 641
Ferrari 641 — гоночный автомобиль с открытыми колёсами команды Scuderia Ferrari, выступавший в Чемпионате мира Формулы-1 сезона 1990 года.

## История

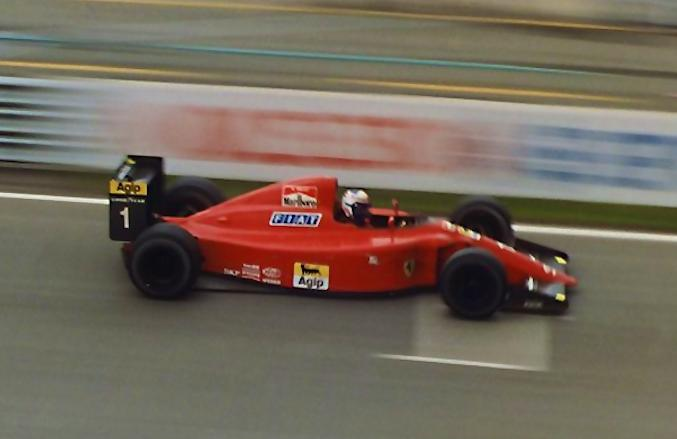
Ferrari 641 Алена Проста в Канаде.

Модель 641 стала развитием предшественницы, Ferrari 640 1989 года, сконструированной Джоном Барнардом. Конструкция 641-й дорабатывалась под руководством Стива Николза и оснащалась 3,5-литровым 12-цилиндровым  V-образным двигателем Ferrari тип 036, а позднее, с Гран-при Сан-Марино - усовершенствованным тип 037. Автомобиль принёс 6 побед в сезоне-1990 (5 побед у Проста, 1 - у Мэнселла). Имея в активе полуавтоматическую коробку передач, дорабатывавшуюся весь предыдущий сезон, автомобиль считался технически передовым. В сравнении с предшественником, аэродинамика была переработана, а шасси получило слегка удлинённую колёсную базу. Главным успехом команды Ferrari было приглашение действующего чемпиона мира Алена Проста из McLaren в пару к Найджелу Мэнселлу. Поэтому, конструируя машину, Николз принимал во внимание мягкий стиль вождения Проста. В течение сезона  испытывался впускной коллектор переменной длины, но не стал стандартным.

Прост приложил много усилий для увеличения надёжности коробки передач, а также для укрепления отношений внутри самой  команды. Работа Проста по доводке помогла шасси 641-й модели стать исключительно быстрым и конкурентоспособным. Он одержал 5 побед, среди них - памятная победа с 13 места на старте в Мексике, и бросил вызов Айртону Сенне в борьбе за титул. Хотя автомобиль иногда испытывал трудности в квалификациях, в гоночной конфигурации он мог тягаться с McLaren. Однако, знаменитое столкновение между двумя пилотами на Гран-при Японии закрепило победу в чемпионате за Сенной, а Кубок конструкторов - за McLaren. Прост закончил чемпионат на втором месте, Мэнселл - на пятом с одной победой, показав превосходную скорость на своей последней гонке за Ferrari в Аделаиде, где он финишировал вторым, чуть не опередив Нельсона Пике на Benetton. Прошло ещё шесть лет, прежде чем Ferrari смогла снова побороться за победу в чемпионате.

## Результаты в чемпионате мира Формулы-1
| Год  | Шасси | Двигатель            | Шины | Пилоты  | 1    | 2   | 3    | 4    | 5   | 6   | 7   | 8    | 9    | 10   | 11   | 12  | 13  | 14  | 15   | 16  | Место | Очки |
| ---- | ----- | -------------------- | ---- | ------- | ---- | --- | ---- | ---- | --- | --- | --- | ---- | ---- | ---- | ---- | --- | --- | --- | ---- | --- | ----- | ---- |
| 1990 | 641   | Ferrari 036 3,5, V12 | G    |         | США  | БРА | САН  | МОН  | КАН | МЕК | ФРА | ВЕЛ  | ГЕР  | ВЕН  | БЕЛ  | ИТА | ПОР | ИСП | ЯПО  | АВС | 2     | 110  |
| 1990 | 641   | Ferrari 036 3,5, V12 | G    | Прост   | Сход | 1   | 4    | Сход | 5   | 1   | 1   | 1    | 4    | Сход | 2    | 2   | 3   | 1   | Сход | 3   | 2     | 110  |
| 1990 | 641   | Ferrari 036 3,5, V12 | G    | Мэнселл | Сход | 4   | Сход | Сход | 3   | 2   | 18  | Сход | Сход | 17   | Сход | 4   | 1   | 2   | Сход | 2   | 2     | 110  |

| Легенда к таблице |                                                                    |
| --- | ------------------------------------------------------------------ |
| В таблице перечислены результаты всех Гран-при Формулы-1, в которых использовался автомобиль. Строками таблицы являются сезоны, столбцами — этапы чемпионата мира. В каждой клетке указаны сокращённое название этапа и результат, дополнительно обозначенный цветом. Расшифровка обозначений и цветов представлена в нижеследующей таблице. |                                                                    |
| \| Пример \| Описание \| \| ------------ \| ------------------------------------------------------------------ \| \| 1 \| Победитель \| \| 2 \| Второе место \| \| 3 \| Третье место \| \| 5 \| Финишировал, заработав очки \| \| Сход \| Не финишировал, но при этом заработал очки \| \| 12 \| Финишировал, не получив очков \| \| НКЛ \| Финишировал, но не попал в финальную классификацию \| \| 15 \| Участвовал вне зачёта, либо по отдельной классификации \| \| 18 \| Не финишировал, но попал в финальную классификацию \| \| Сход \| Не финишировал \| \| НКВ \| Не прошёл квалификацию \| \| НПКВ \| Не прошёл предквалификацию \| \| ДСК \| Дисквалифицирован \| \| ИСК \| Исключён из протокола соревнований \| \| ТТ \| Заявлен для участия только в тренировках \| \| НС \| Участвовал в квалификации, но не стартовал в гонке \| \| Т \| Травмирован или болен \| \| ОТК \| Отказ от участия \| \| НТР \| Прибыл на соревнования, но на трассу не выезжал \| \| НПР \| Был заявлен в числе участников, но не прибыл к началу соревнований \| \| О \| Соревнования отменены \| \| \| Не участвовал \| \| Поул-позиция \| \| \| Быстрый круг \| \| |                                                                    |
| Пример | Описание                                                           |
| 1 | Победитель                                                         |
| 2 | Второе место                                                       |
| 3 | Третье место                                                       |
| 5 | Финишировал, заработав очки                                        |
| Сход | Не финишировал, но при этом заработал очки                         |
| 12 | Финишировал, не получив очков                                      |
| НКЛ | Финишировал, но не попал в финальную классификацию                 |
| 15 | Участвовал вне зачёта, либо по отдельной классификации             |
| 18 | Не финишировал, но попал в финальную классификацию                 |
| Сход | Не финишировал                                                     |
| НКВ | Не прошёл квалификацию                                             |
| НПКВ | Не прошёл предквалификацию                                         |
| ДСК | Дисквалифицирован                                                  |
| ИСК | Исключён из протокола соревнований                                 |
| ТТ | Заявлен для участия только в тренировках                           |
| НС | Участвовал в квалификации, но не стартовал в гонке                 |
| Т | Травмирован или болен                                              |
| ОТК | Отказ от участия                                                   |
| НТР | Прибыл на соревнования, но на трассу не выезжал                    |
| НПР | Был заявлен в числе участников, но не прибыл к началу соревнований |
| О | Соревнования отменены                                              |
| | Не участвовал                                                      |
| Поул-позиция |                                                                    |
| Быстрый круг |                                                                    |